# Pere de Batet
Pere de Batet, o de Betet (mort a Tortosa, Baix Ebre, el 8 de maig de 1310) va ser un bisbe.
El Capítol de la Catedral de Tortosa el va nomenar bisbe l'any 1306, en algun moment entre la mort de l'anterior bisbe Dalmau de Montoliu i el final de l'any. Va organitzar dos sínodes: en el primer, del 13 de novembre de 1307, es resolien alguns assumptes relacionats amb la residència, els béns i delmes de l'església; i en el segon, del 13 de novembre de 1308, es buscava uniformitzar el culte a tota la diòcesi. El 1310 es van expedir unes costums i usatges concedits a la població de Cabacés. S'oposà a les disposicions del rei Jaume II de 1307 que ordenaven l'empresonament dels templers de la Corona d'Aragó. Malgrat tot, va haver d'acatar les ordres de la Santa Seu, tot i que no les va portar a terme fins un any després.